# Shub-Niggurath

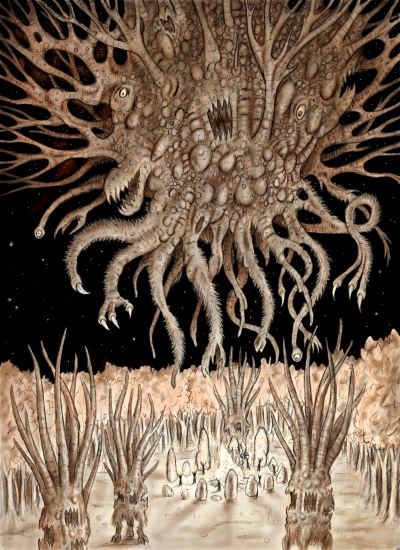
Shub-Niggurath, samen met haar "duizend jongen".

Shub-Niggurath, alias “The Black Goat of the Woods with a Thousand Young”,  is een fictieve godin uit de werken van H.P. Lovecraft. Ze maakt deel uit van de Cthulhu Mythos. 
Shub-Niggurath wordt voor het eerst genoemd in het verhaal The Last Test (1928). In geen van Lovecrafts verhalen wordt haar uiterlijk in detail omschreven, maar er wordt wel vaak over haar gesproken in oude teksten en de Necronomicon. Lovecraft gebruikte het personage voornamelijk voor een reeks verhalen die hij als ghost writer schreef voor andere schrijvers. 
Ander auteurs zoals August Derleth, Robert Bloch en Ramsey Campbell hebben na Lovecrafts dood het personage verder uitgewerkt. Volgens August Derleth behoort Shub-Niggurath tot de Grote Ouden, maar het rollenspel Call of Cthulhu classificeert haar als een Buitenste God. Een aantal schrijvers die referenties naar Shub-Niggurath in hun verhalen hebben verwerkt zijn Stephen King, Paul Morris, Gary Myers, Jim Butcher en Edward M. Erdelac.